# تأملی در نهضت عاشورا
تأملی در نهضت عاشورا نام اثری پژوهشی از رسول جعفریان است. وی در این کتاب پس از معرفی کهن‌ترین و مهم‌ترین متون تاریخی مربوط به تاریخ عاشورا، به بررسی چگونگی شکل‌گیری، تبعات، تحریفات و شعائر نهضت عاشورا پرداخته است.

## ساختار و محتوا

### اولین چاپ
اولین نسخه این کتاب در سال ۱۳۸۱ توسط انتشارات انصاریان در ۳۸۰ صفحه به چاپ رسید. رسول جعفریان در این نسخه از کتاب، یک مقدمه و دوازده گفتار تنظیم کرده‌ که به شرح ذیل می‌باشد:
- مقدمه
- دربارهٔ منابعِ تاریخ عاشورا
- زمینه‌های قیام کربلا
- گزارش‌نامه واقعه کربلا
- گزارشی دیگر از رویداد کربلا
- اربعین امام حسین
- حکمت شهادت امام حسین
- آثار نهضت امام حسین
- مروری بر کتاب کامل الزیارات ابن قولویه
- ابعاد شعاری و شکلی نهضت امام حسین
- بستر تاریخی عزاداری اهل سنت برای امام حسین
- تحریفات عاشورا
- روضه الشهداء ملاحسین کاشفی

### آخرین چاپ
ویرایش جدید این کتاب، با اصلاحات و افزوده‌های جدید در سال ۱۳۹۹ و توسط نشر علم در ۷۱۹ صفحه منتشر شد. رسول جعفریان، این نسخه را با یک مقدمه و بیست و چهار گفتار به شرح ذیل تنظیم کرده است:
- درباره این کتاب
- درباره منابع تاریخ عاشورا
- هشتاد و نُه روایت بلاذُری درباره عاشورا
- چند نکته درباره میراث مکتوب عاشورا
- پاره‌ای از زمینه‌های قیام کربلا
- گزارش تاریخی رویداد کربلا
- گزارش تحلیلی از رویداد کربلا
- اربعین امام حسین
- عاشورا در فقه شیعه
- کربلا از روایت تا درایت
- حکمت شهادت امام حسین
- بررسی رویکردهای عقلی و نقلی به عاشورا از گذشته تا حال
- آثار نهضت امام حسین
- مروری بر کتاب کامل الزیارات ابن قولویه
- ابعاد شعاری و شکلی نهضت امام حسین
- بستر تاریخی عزاداری اهل سنّت برای امام حسین
- تحریفات عاشورا
- روضة الشهداء ملا حسین کاشفی
- مقتل الحسین  به روایت حصین بن عبدالرحمان سُلمی کوفی
- چند گزارش درباره گزارش‌های عاشورایی در فیلم رستاخیز
- گزارشی از یک مقتل چینی قدیمی درباره کربلا
- منابع عاشورا: از روایت تاریخی تا روایت داستانی
- گفتگوهای عاشورایی (مصاحبه با خبرگزاری‌ها و مجلات)
- یادداشت‌های عاشورایی
- ملا آقا دربندی و مقتل‌نگاری (نگاه‌ها، نوآوری‌ها و استنادها)

## مقدمه
جعفریان در بخشی از مقدمه چنین می‌نویسد:

## نقد و بررسی
این کتاب چندین بار مورد بررسی و نقد قرار گرفته‌است.